# تجميع وتغليف
التجميع والتغليف هو جزء من عملية إدارة سلسلة الإمداد الكاملة التي يشيع استخدامها في، على سبيل المثال لا الحصر، توزيع البضائع بالتجزئة. وتتضمن هذه العملية معالجة كميات صغيرة أو كبيرة من المنتج، وغالبًا ما يتم تحميلها في حافلة أو قطار وتفكيكها، ثم تجميع المنتج الخاص بكل وجهة وإعادة تغليفه وتثبيت بطاقة شحن فوقه وإرفاق فاتورة معه. وعادة ما تتضمن الخدمة الحصول على نسبة عادلة من مصاريف الشحن من شركات النقل العادية والسريعة.
تتوفر خدمات التجميع والتغليف لدى العديد من الشركات التجارية المتخصصة في حلول إدارة سلسلة الإمداد.
تجميع الصناديق هو جمع علب الكرتون والصناديق الممتلئة. تجري هذه العملية عادة باستخدام منصة نقالة. في صناعة المنتجات الاستهلاكية، يكون تجميع كميات ضخمة من علب الكرتون عملاً مناسبًا للموظفين المبتدئين في كثير من الأحيان. ومع ذلك، تتطلب هذه المهمة مهارة كبيرة حتى يمكن تحميل المنصة النقالة بالمنتج بشكل جيد. ومن المتطلبات الرئيسية لهذا العمل هو ألا تتعرض علب الكرتون للتلف، وأن يحسنوا استخدام الحيز المتوفر، وأن يتسم أداؤهم بالسرعة.
تنشيء منتجات نظام إدارة المستودعات مسارات تجميع لتقليل المسافة التي تقطعها ناقلة صناديق للأماكن الضيقة، ولكنها في كثير من الأحيان تهمل الحاجة إلى تحقيق الاستفادة القصوى من المساحة، وتعزل المنتجات التي يجب ألا يمسها أي ضرر.